# کوه‌زایی واریسکی

محل کمربند کوهزایی هرسینیایی-آلگنی در دوره کربونیفر میانی. سواحل امروزی به رنگ خاکستری نشان داده شده‌اند..

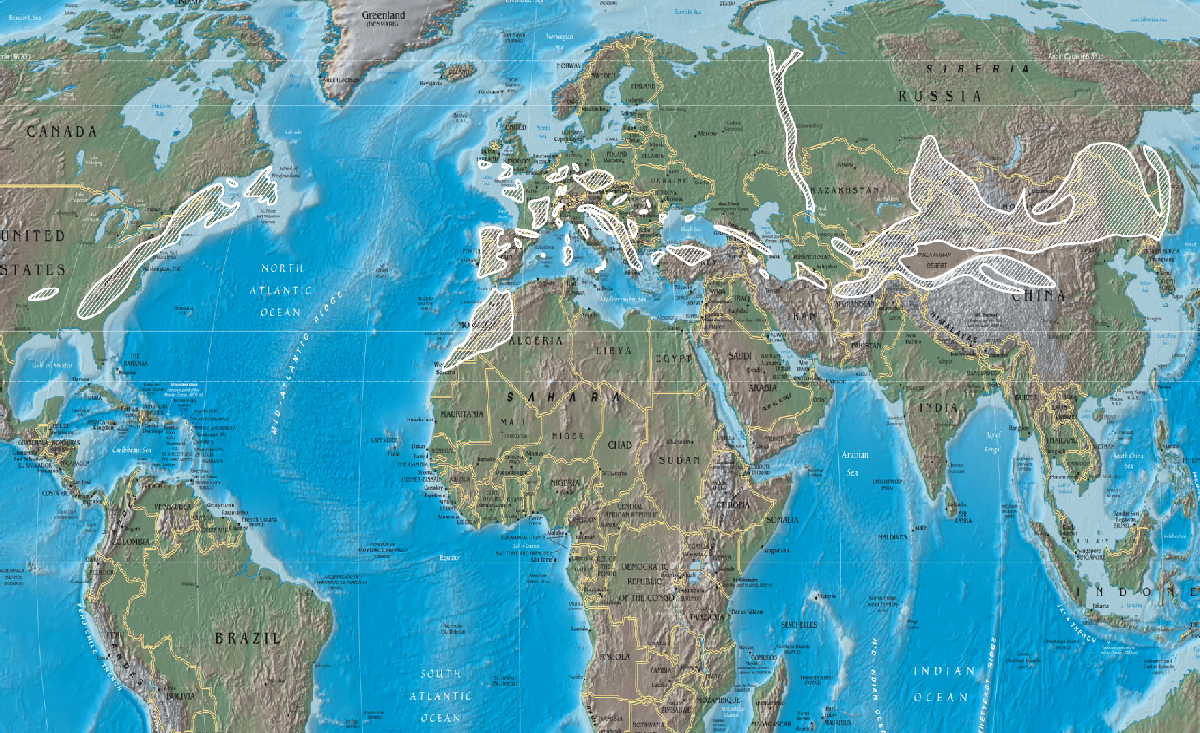
پراکنش کوهزایی‌های هم‌دوره با کوهزایی واریسکی (مناطق هاشورخورده).

کوهزایی واریسکی (Variscan orogeny) یا کوهزایی هرسینیایی (Hercynian) چرخه‌ای از کوهزایی است که بر اثر برخورد قاره‌ای میان اروآمریکا و گندوانا در دیرینه‌زیستی پسین رخ داده و ابرقاره پانجه‌آ را پدید آورده است.
نخستین سنگ‌های سبز مربوط به این دوره در منطقه وگتلاند آلمان یافته شدند و نام این چرخه کوهزایی از نام لاتین این منطقه یعنی واریسکیا گرفته شده‌است.